# أوسكار وود
أوسكار وود (بالإنجليزية: Oscar Wood) هو مصارع هاوي أمريكي، ولد في 21 يونيو 1975 في ميلواوكي في الولايات المتحدة.

## وصلات خارجية
- أوسكار وود على موقع قاعدة بيانات المصارعة الدولية (الإنجليزية)
- أوسكار وود على موقع أوليمبيديا (الإنجليزية)